# 262 (număr)
262 (două sute șaizeci și doi) este numărul natural care urmează după 261 și precede pe 263 într-un șir crescător de numere naturale.

## În matematică
262:
- Este un număr par.[1][2]
- Este un număr compus.[3]
- Este un număr deficient.[4][5]
- Este un număr semiprim.[6][7]
- Este un număr Erdős-Woods[8][9]
- Este un număr fericit.[10][11]
- Este un număr intangibil.[12][13]
- Este un număr meandric deschis.
- Este un palindromic.[14][15]
- Este un număr 45-gonal.[16][17]

## În știință

### În astronomie
- Obiectul NGC 262 din New General Catalogue este o galaxie lenticulară, posibil spirală cu o magnitudine 13,06 în constelația Andromeda.
- 262 Valda este un asteroid din centura principală.
- 262P/McNaught–Russell este o cometă periodică din sistemul nostru solar.